# Герасимов, Владимир Владимирович
Влади́мир Влади́мирович Гера́симов (22 марта 1975, Красноармейск, Московская область, СССР) — российский футболист, защитник и полузащитник, тренер.

## Карьера

### Клубная
С 1994 по 1996 год выступал за «Машиностроитель» из Сергиева Посада, провёл 111 матчей, забил 19 голов. В 1997 году клуб сменил имя на «Спортакадемклуб» и переехал в Москву, там Герасимов и продолжил карьеру, отыграв ещё до 1999 года, проведя за это время 91 игру и забив 7 мячей. В 2000 году перешёл в «Крылья Советов», однако в основном составе не закрепился, сыграл лишь 1 матч в чемпионате России и 14 встреч за дубль, после чего отправился на правах аренды в тульский «Арсенал», где и доиграл сезон, проведя 17 игр в первенстве и 2 матча в Кубке России. С 2001 по 2003 год выступал в Болгарии в составе клуба «Черно море», провёл 51 игру и забил 3 гола. Сезон 2003/04 провёл в «Левски», сыграл 10 матчей и стал вице-чемпионом Болгарии. С лета 2004 по 2006 год выступал за «Кубань», сыграл в её составе в чемпионате и первенстве 63 матча, в которых забил 5 мячей, провёл 5 игр в Кубке и принял участие в 1 встрече турнира дублёров РФПЛ.

### Тренерская
С 2007 по 2008 год руководил женским клубом «Россиянка», который дважды приводил к серебряным медалям. В 2009 году возглавлял клуб «Океан».

## Достижения
Игрок
- Вице-чемпион Болгарии: 2003/04

Тренер
- Вице-чемпион России по женскому футболу (2): 2007, 2008